# Markwart VII. von Grünenberg

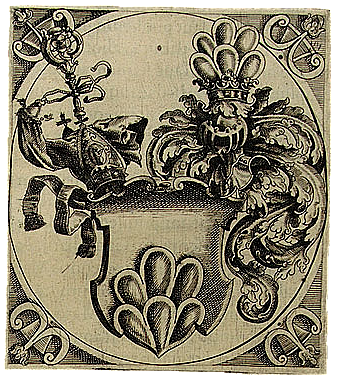
Wappen von Markwart VII. von Grünenberg als Fürstabt des Klosters Einsiedeln. Aus den „Annales Heremi“, 1612. Blasonierung: in Silber ein (grüner) Sechsberg (3:3; mit goldenen Rändern) im Schildfuß. Auf dem Wappen rechts die Mitra des Fürstabtes und links ein Spangenhelm mit Freiherrenkrone und dem Sechsberg.

Markwart VII. von Grünenberg (erw. ab 1330; † 18. Oktober 1376 im Kloster Fahr) war von 1364 bis 1376 der 26. Abt des Benediktinerklosters Einsiedeln.

## Herkunft
Die Eltern Markwarts sind nicht ganz sicher zu bestimmen. Frühere Forscher vertraten die Meinung, er sei nebst anderen Geschwistern der Sohn von Freiherr Berchtold I. von Grünenberg, so Christoph Hartmann in den Annales Heremi, oder von Johann I. dem Grimmen von Grünenberg und von dessen Ehefrau Clementia von Signau. Falls es zutrifft, dass die Fürstäbtissin von Säckingen, Margaretha II. von Grünenberg, seine Schwester war, so war er mit Sicherheit ein Sohn von Freiherr Walter III. von Grünenberg (erw. ab 1290; gest. 1343) und von Katharina von Sumiswald (erw. 1343), ebenfalls freien Standes, denn in zwei Urkunden vom 30. Oktober und 7. November 1377 wird die Äbtissin als Schwester Walters IV. von Grünenberg bezeichnet, dem Sohn von Walter III. von Grünenberg.

## Leben
Als Mönch des Benediktinerklosters Einsiedeln erschien Markwart VII. von Grünenberg von 1330 bis 1356 als Propst des Frauenklosters Fahr, bevor er zwischen dem 5. März und 17. Mai 1364 zum Abt von Einsiedeln gewählt wurde.
Sein Amt fiel in eine eher ruhige Zeit nach dem Regensburger Frieden von 1355, der die vierjährige Belagerung Zürichs durch Habsburg beendete, und den Thorberger Frieden von 1368 um Stadt und Amt Zug.
Am 26. September 1370, so berichten die Regesten der Einsiedler Stiftsgeschichte, kaufte Abt Markwart für sein Kloster die ganze Herrschaft Reichenburg für 1200 Gulden von Rudolf Keller zu Rapperswil, einem Mitglied des dortigen Rates.
Markwart wird in den Annalen Einsiedelns sowohl seiner edlen Abstammung als auch seiner Tugenden wegen gerühmt.
Er starb am 18. Oktober 1376 im Kloster Fahr.